# Station Osumi
Station Osumi (大住駅,  Ōsumi-eki) is een spoorwegstation in de Japanse stad Kyōtanabe. Het wordt aangedaan door de Gakkentoshi-lijn. Het station heeft twee sporen, gelegen aan twee zijperrons.

## Treindienst

### JR West
| 1 | ■ Gakkentoshi-lijn | richting Shijōnawate en Kyōbashi |
| 2 | ■ Gakkentoshi-lijn | richting Kizu                    |

## Geschiedenis
Het station werd geopend in 1952. 

## Overig openbaar vervoer
Er vertrekken bussen van Keihan vanaf een bushalte voor het station.

## Stationsomgeving
- Tsukuyomi-schrijn

Kizu · Nishi-Kizu · Hōsono · Shimokoma · JR Miyamaki · Dōshisha-mae · Kyōtanabe · Ōsumi · Matsuiyamate · Nagao · Fujisaka · Tsuda · Kawachi-Iwafune · Hoshida · Higashi-Neyagawa · Shinobugaoka · Shijōnawate · Nozaki · Suminodō · Kōnoikeshinden · Tokuan · Hanaten · Shigino · Kyōbashi